# William Unruh

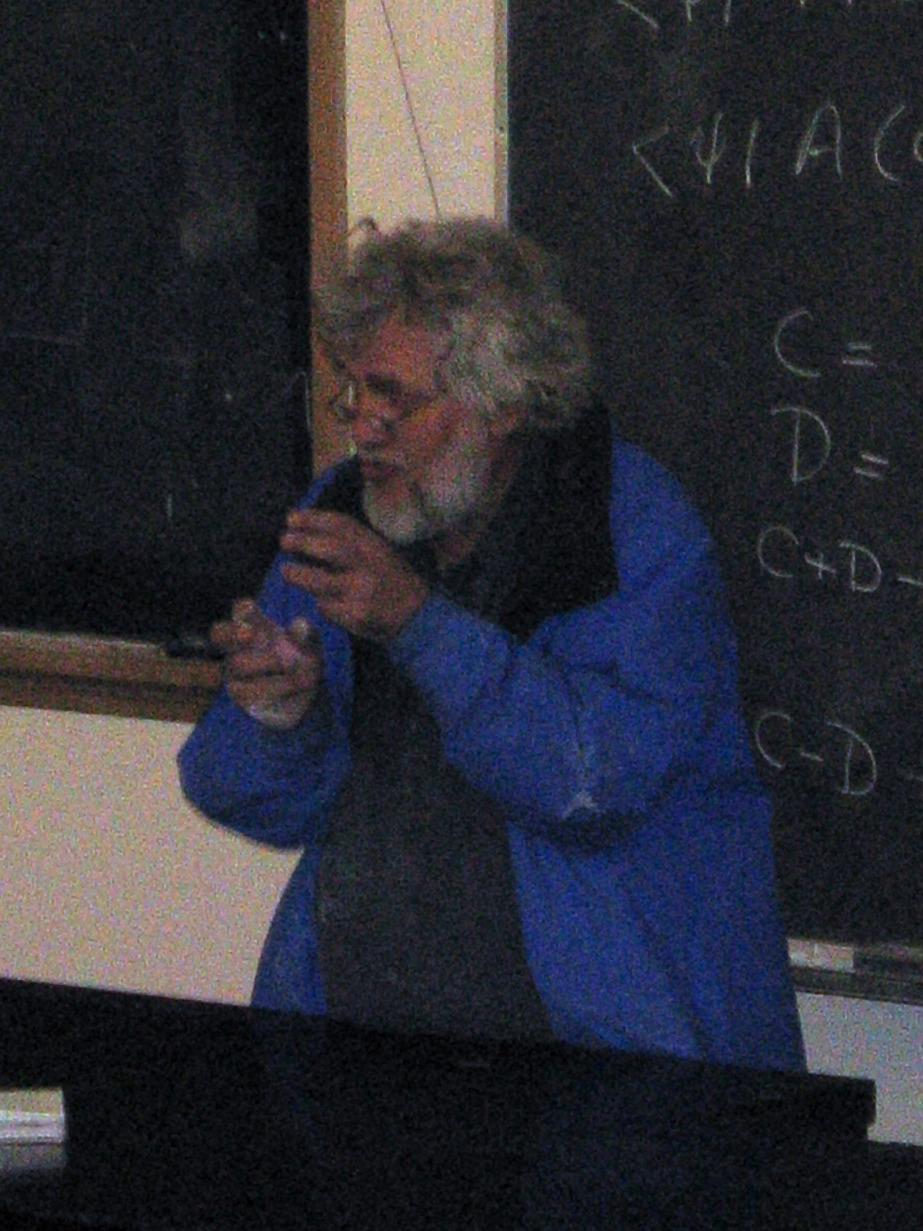
William G. Unruh.

William G. Unruh (* 21. August 1945 in Winnipeg, Manitoba; auch Bill Unruh) ist ein kanadischer theoretischer Physiker und Entdecker des Unruh-Effekts.

## Leben
Er studierte zunächst an der University of Manitoba (Bachelor of Science 1967) und dann an der Princeton University, New Jersey (Master of Arts 1969), wo er 1971 promoviert wurde.
1974 wurde er als Assistant Professor an die McMaster University berufen. 1976 wechselte er an die University of British Columbia, wo er seit 1982 einen Lehrstuhl hat. Zudem wurde Unruh 1985 zum ersten Direktor des „Cosmology and Gravity“-Programms des Canadian Institute for Advanced Research (CIAR) berufen (bis 1996). Er ist außerdem Distinguished Visiting Research Chair am Perimeter Institute. 1978 wurde er Forschungsstipendiat der Alfred P. Sloan Foundation (Sloan Research Fellowship).

## Forschung
Unruh hat wegweisende Beiträge zum Verständnis von Gravitation, Schwarzen Löchern, Kosmologie und den Grundlagen der Quantenmechanik geleistet. Am bekanntesten ist seine als Unruh-Effekt bekannte Voraussage, dass ein beschleunigter Beobachter das, was in einem Inertialsystem als Vakuum definiert würde, als Wärmebad mit einer von der Beschleunigung abhängigen Temperatur (und der entsprechenden Schwarzkörper-Strahlung) wahrnehmen würde.
Gegenwärtig befasst er sich mit den gravitativen Eigenschaften kosmischer Strings, Aspekten der Quantengravitation zum Verständnis der frühesten Augenblicke des Universums sowie Fragen aus der Quanteninformationstheorie.
Unruh beschäftigt sich auch mit Akustik (er hielt Vorlesungen über die Physik von Musikinstrumenten) und schlug 1981 ein akustisches Analogon zu Schwarzen Löchern vor, „sonic black holes“ (von ihm „dumb holes“ genannt), die in Flüssigkeiten auftreten, die sich in räumlich durch einen akustischen  „Ereignishorizont“ getrennten Gebieten einmal mit einer Geschwindigkeit unterhalb der lokalen Schallgeschwindigkeit bewegen, und auf der anderen Seite mit Überschallgeschwindigkeit.

## Auszeichnungen
Unruh hat für seine Forschungen zahlreiche Auszeichnungen und Preise erhalten, darunter die Rutherford-Medaille der Royal Society of Canada (1982), die Herzberg-Medaille der Canadian Association of Physicists (1983), den Killam Research Prize der University of British Columbia (1990), einen CAP/CRM-Preis in Mathematischer Physik (1995) und den Willis-E.-Lamb-Preis (2019). Für 2022 wurde Unruh als Van Vleck Lecturer ausgewählt.
Er ist Mitglied der Royal Society of Canada, der American Physical Society und Royal Society of London.

## Veröffentlichungen
- William G. Unruh: Notes on Black Hole Evaporation. Phys. Rev. D 14 870, 1976 (englisch)
- William G. Unruh, Robert M. Wald: Time and the Interpretation of Canonical Quantum Gravity. Phys. Rev. D 40 2598, 1989 (englisch)
- William G. Unruh, Wojciech H. Zurek: Reduction of a wave packet in quantum Brownian motion. Phys. Rev. D 40 1071 (englisch)
- William G. Unruh, M. Choptuik: An introduction to the Multi-Grid Method for Numerical Relativists. General Rel. & Grav. 18 813, 1985 (englisch)